# Vuvuzela

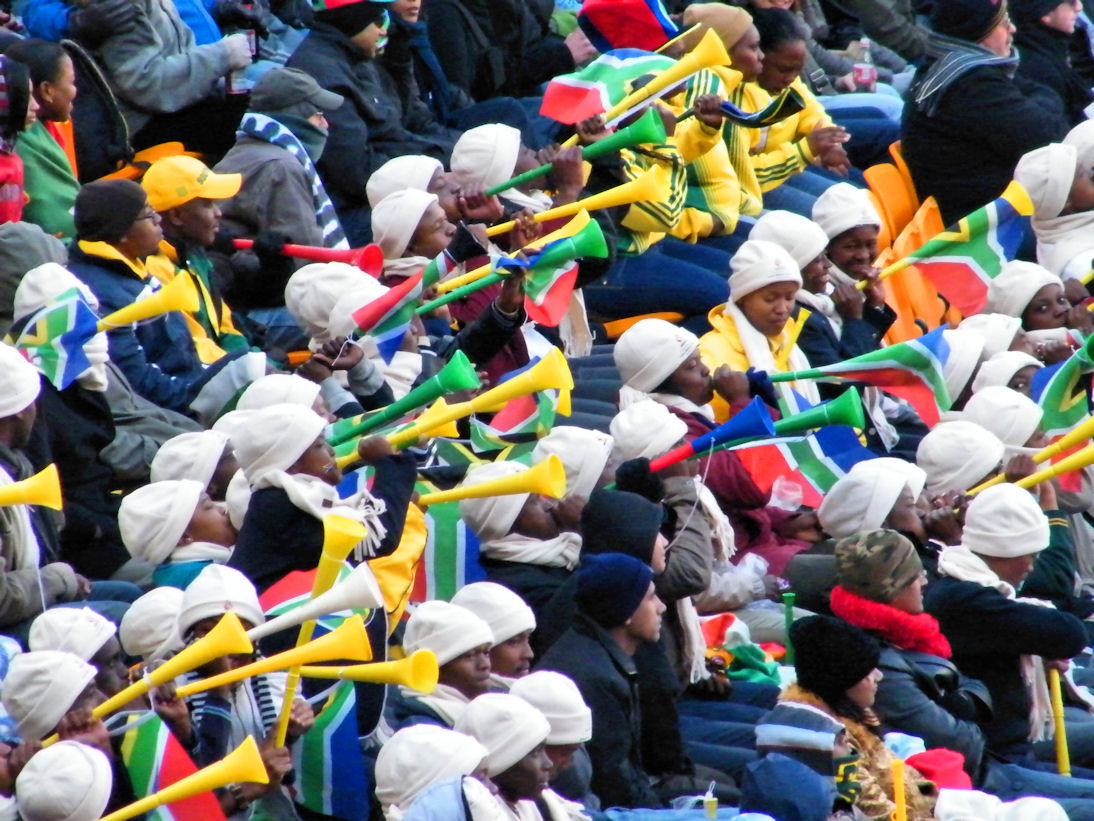
Grup d'aficionats a Copa del Món de Futbol de 2010 bufant "vuvuzeles".

Una vuvuzela (en tswana, lepatata) és una mena de trompeta llarga utilitzada sobretot al futbol sud-africà per a animar els equips al llarg de tot el partit. Sol estar feta de plàstic i el so que emet, molt fort, pot recordar el d'un elefant o, si n'hi ha moltes alhora, un eixam d'abelles.
Les "vuvuzeles" van començar a ser conegudes arreu del món a partir de la Copa Confederacions 2009, disputada a Sud-àfrica i, especialment, des del mundial de futbol de 2010, que es jugà en el mateix país. Nombrosos aficionats bufaven "vuvuzeles" durant la integritat de tots els partits que es disputen, un fet que va provocar les queixes de jugadors, entrenadors, comentaristes de ràdio i televisió i espectadors. No obstant això, la FIFA es va mostrar contrària a prohibir-les al considerar que són un element inseparable de la cultura futbolística sud-africana. Tot i això, l'1 de setembre de 2010, la UEFA va acabar prohibint les "vuvuzeles" als estadis on es juguessin competicions d'aquesta organització.

## Etimologia
Encara que l'origen del mot vuvuzela sigui desconegut, podria derivar de la paraula vuvu, que la llengua zulú significa "fer soroll", o d'un terme sud-africà més col·loquial, "bany de so". Originalment es fabricaven amb estany i el 1978, per a la Mundial de l'Argentina, es va popularitzar aquesta corneta en plàstic que resultava més barata i accessible per al públic.
Des del 2001, una empresa anomenada Masincedane Sport la va començar a comercialitzar a Sud-àfrica.

## Com es produeix el so
La "vuvuzela" és un instrument de vent que, ben entonat, pot recordar un corn de caça. Es toca traient la llengua i exhalant l'aire al mateix temps per l'embocadura, de manera que l'aire passa a través dels llavis (que vibren a uns 235 tancaments per segon) i és enviat a través del tub, de manera que en sortir per l'obertura cònica provoca una ressonància. El fet que l'obertura en campana del final del tub sigui molt ampla respecte al tub prim fa que el so sigui més fort que si no pas si fos més tancada. És també per això que, per exemple, un trombó, una gralla o un saxòfon, també amb finals oberts, sonin més fort que una flauta o un clarinet, que tenen l'obertura amb el mateix diàmetre que el tub.
El so que sentim als estadis és la suma de moltes "vuvuzeles" que toquen al mateix temps. A més, aquestes les toquen afeccionats al futbol amb ganes de fer soroll per a animar i no amb intenció de fer-les sonar musicalment, o sigui que la majoria dels que les toquen en un estadi no es preocupa perquè la quantitat d'aire bufada sigui constant o tingui la mateixa força tota l'estona, de manera que la freqüència de les ones sonores fluctua constantment fins a un punt que hom pot considerar desagradable. Es podria comparar el so d'una "vuvuzela" amb el crit d'un elefant o amb el so en passar d'una abella, però molt més fort. D'aquesta manera, els sons independents sumats de totes les "vuvuzeles" que hi ha a les graderies d'un camp de futbol es podria comparar amb el so d'un eixam d'abelles a un volum fortíssim.

## Nivells sonors
El so d'una "vuvuzela" depèn de la llargada del seu tub, i també passa en altres instruments de vent similars com pot ser la trompeta, el trombó, etc. Una "vuvuzela" estàndard produeix una nota musical corresponent a una ona sonora, o a un so, de 235 Hz. Però a més, aquesta ona, en ressonar a la part cònica de l'instrument genera altres sons, anomenats harmònics, que s'obtenen multiplicant l'ona per nombres enters: és a dir, s'obtenen sons de 235 Hz x 2 = 470 Hz; 235 Hz x 3 = 700 Hz; etc. Hom ha mesurat concretament les freqüències 235 Hz, 470 Hz, 700 Hz, 940 Hz, 1.171 Hz, 1.400 Hz i fins i tot 1.630 Hz.
A la majoria de països del món el soroll excessiu es considera indesitjat i hi ha normes, lleis i directives que controlen aquests sorolls i els penen quan són massa forts. Per exemple, hi ha directives que ho regulen a la Unió Europea, també a Espanya, Andorra i França, a les diputacions i fins i tot a ajuntaments d'algunes ciutats, com per exemple Barcelona. Aquestes normes no poden ser contradictòries, les d'indrets continguts en normes que afectes zones geogràfiques més petites, són més restrictives (admeten menys soroll) que les normes de la zona més gran que la inclou. Així, per exemple, la normativa de Barcelona té un límit de soroll permès menys fort que el de la Unió Europea. A Àfrica del Sud també hi ha normes que regulen l'excés de so, no només als camps de futbol, sinó a les sortides de bars i discoteques, a les indústries, en construccions, en música als concerts, etc.
El volum d'un so es mesura en decibels. El decibel no és una unitat directament proporcional, com ho seria el metre (un metre i un metre són dos metres, si sumo altre metre són tres, més un, quatre, etc.) sinó que cada cop que comptem 1, 2, 3, 4, etc. l'un és el doble de fort que l'anterior. Així, per exemple, tres decibels corresponen a un so el doble de fort que dos decibels, i quatre decibels són el doble de fort que tres, i el doble del doble (és a dir quatre vegades més) que dos decibels. A més, cal tenir en compte que un so se sent més fort quan hom està al costat que quan està més lluny. És per això que les normatives i els controls mesuren el volum de so sempre a una distància determinada, per exemple a un metre de la font (la vuvuzela), o a cinc metres o a deu. Evidentment el so mesurat a deu metres serà més fluix que el so mesurat a només un metre de la vuvuzela. Una vuvuzela produeix un so de 116 dB mesurats a un metre de distància. Aquest volum, encara que només soni uns segons, ja no compleix els màxims permesos a la feina. Un munt de persones tocant la vuvuzela al mateix temps fa encara molt més soroll. Als partits del mundial de Sud-àfrica s'ha mesurat la capacitat d'oïda dels espectadors durant el partit, i s'ha observat que alguns la perden temporalment.
El volum d'una vuvuzela és superior al d'una aspiradora i al d'un tambor, i similar, tot i que una mica inferior, al soroll d'un avió. A Espanya, un nivell superior a 55 dB de soroll ambient es considera perjudicial. L'OMS és més radical, i considera els 50 dB com a límit superior desitjable. Els taps per a les orelles només rebaixen el so ambient que la persona sent en com a molt 20 dB.
El so no només molesta perquè sigui fort. De vegades, ens habituem a alguns sons forts però constants (per exemple, el soroll de fons d'una ràdio mal sintonitzada), de manera que si no hi parem atenció acabem per no sentir-los. Però el nostre cervell està fet per a parar sempre atenció als canvis de volum o de canvis al so. Com que els de les vuvuzeles són sons espontanis i de diferents freqüències que es barregen de manera diferent a cada segon, el nostre cervell no es pot estar de posar-se alerta tota l'estona, de manera que no ens n'habituem mai al soroll.

## Regulació
Malgrat que la FIFA es va mostrar contrària a prohibir-les a la Copa Confederacions 2009 i la Copa del Món de futbol 2010 en considerar que són un element inseparable de la cultura futbolística sud-africana. L'1 de setembre de 2010 la UEFA va prohibir les "vuvuzeles" als estadis on es juguessin competicions d'aquest organisme, ja que considera que podrien afectar l'ambient dels partits.
També han estat prohibides a la lliga francesa, la Copa Libertadores, el Mundial de bàsquet de 2010, o a Wimbledon.